# Kawai (Iwate)
Kawai (jap. 川井村, japanisch Kawai-mura) war bis 2010 eine Dorfgemeinde (-mura) im Landkreis (-gun) Unter-Hei (Shimo-Hei) der japanischen Präfektur (-ken) Iwate, historisch dem Kreis Hei der Provinz Rikuchū bzw. Mutsu. Gelegentlich, bis heute bei den Nachfolgern der Staatsbahn, wurde sie zur ausdrücklichen Unterscheidung von Orten namens Kawai in anderen Provinzen auch Rikuchū-Kawai (陸中川井) genannt.

## Geschichte

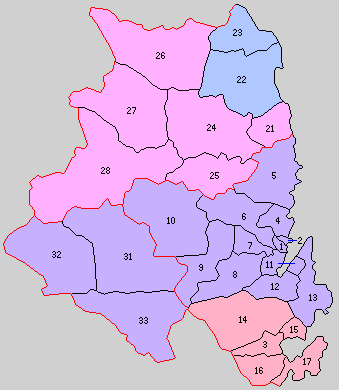
Die neuen Gemeinden in den Kreisen Nord-, Ost- und Mittel-Hei von Iwate 1889; 31. war Kawai-mura, damals Sitz der Kreisverwaltung von Mittel-Hei, 32. und 33. die zunächst in einem Gemeindeverband und ab 1955 ganz mit Kawai vereinigten Dörfer Kadoma und Oguni.

In der Großen Meiji-Gebietsreform 1889 vereinigte Kawai-mura sieben vormoderne Dörfer. Ab 1955 (Große Shōwa-Gebietsreform) umfasste Kawai durch den Zusammenschluss mit Kadoma und Oguni den gesamten ehemaligen Kreis Mittel-Hei (Naka-Hei), einen der drei Vorläufer von Shimo-Hei. Zum 1. Januar 2010 wurde Kawai in die kreisfreie Stadt (-shi) Miyako eingemeindet.

## Geographie
| Rathaus/Ortskern |

| Hayachinesan (1917 m) |

| Hei-Quelle |

| Ortskern Oguni |

| Kadoma |

| Aomatsuba-yama (1365 m) |

Kawai liegt im Zentrum von Iwate in den Kitakami-Bergen am Oberlauf des Flusses (-gawa) Hei, der auf seinem 88 km langen Lauf von der Quelle an der ehemaligen Westgrenze von Kawai zur Mündung im ursprünglichen Stadtkern von Miyako fast 1000 Höhenmeter überwindet. Ein Großteil des ehemaligen Gemeindegebietes besteht aus Bergland. Im Südwesten, oberhalb von Kadoma liegt der Berg (-san) Hayachine, der zweithöchste Berg in Iwate.

## Verkehr
Durch das Hei-Tal verläuft die Yamada-Linie der ostjapanischen JR mit sechs Bahnhöfen auf dem ehemaligen Gemeindegebiet von Kawai. Sie wurde vom Eisenbahnministerium in den 1920er und 1930er Jahren zwischen der Hauptstadt Morioka im Westen und dem Hafen von Miyako im Osten gebaut, der Bahnhof Rikuchū-Kawai eröffnete 1933. Ebenfalls durch das Tal des Heigawa verläuft die Nationalstraße 106. Nach Süden zweigt die Nationalstraße 340 durch das Tal des Ogunigawa und den Ort Oguni in Richtung Tōno ab.